# Jean-Baptiste de La Curne de Sainte-Palaye
Jean-Baptiste de La Curne de Sainte-Palaye (* 6. Juni 1697 in Auxerre; † 1. März 1781) war ein französischer Historiker, Philologe und Antiquar, der 1758 Mitglied der Académie française wurde.

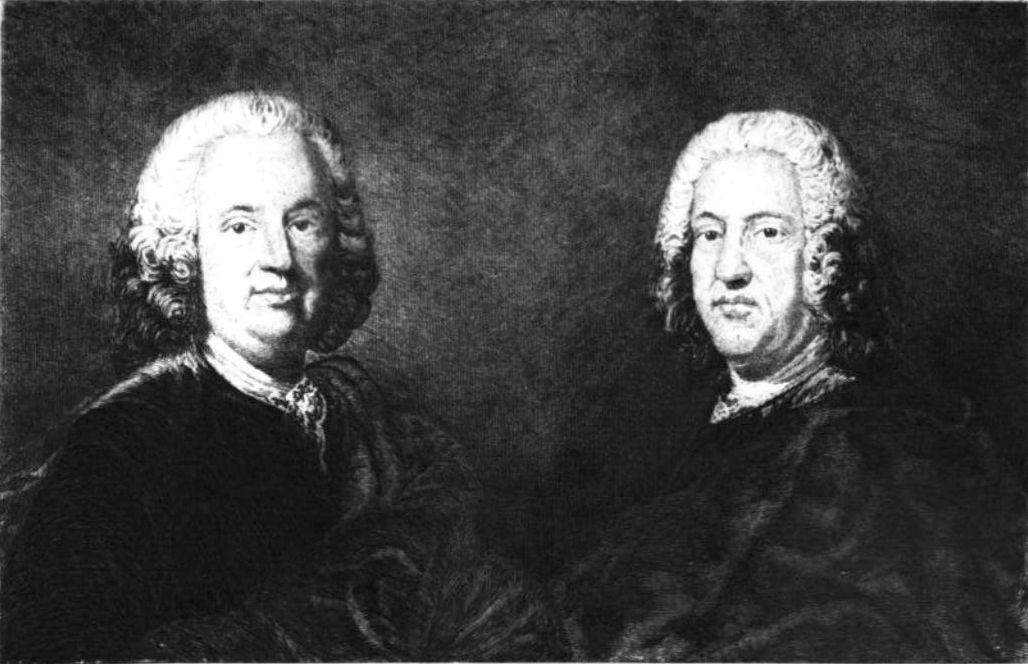
Gemälde von Jean-Baptiste de Lacurne de Sainte-Palaye mit seinem Zwillingsbruder

## Leben
La Curne, ein Günstling der Königin und des Adels, war als Historiker und Philologe tätig und wurde bereits 1724 Mitglied der Académie des Inscriptions et Belles-Lettres. Am 22. Mai 1758 wurde er als Nachfolger von Louis de Boissy zum Mitglied der Académie française gewählt und nahm dort den sechsten Sessel (Fauteuil 6) ein.
Zu seinen bedeutendsten Veröffentlichungen gehören Mémoires sur l'ancienne chevalerie (1753), Dictionnaire des antiquités françaises und sein bekanntestes Werk Glossaire de l'ancienne langue française.
La Curnes Arbeiten gehören zu den Quellen des Melodrams Der Hund des Aubry von René Charles Guilbert de Pixérécourt.